# Zwischen Spessart und Karwendel
Zwischen Spessart und Karwendel ist eine wöchentliche Dokumentarfilmreihe, die seit 1960 im Bayerischen Fernsehen zu sehen ist. Zurzeit wird die Sendung samstags um 17:45 Uhr ausgestrahlt.
Die Sendung befasst sich mit Themen der Bereiche Geschichte, Brauchtum und Kultur in den verschiedenen Regionen Bayerns.
Der Titel der Reihe verdeutlicht die territoriale Abdeckung aller sieben Regierungsbezirke des Bundeslandes, das nördlich durch das Mittelgebirge Spessart und im Süden durch die Nördlichen Kalkalpen (hier stellvertretend genannt das Karwendel) begrenzt wird.
Wahrzeichen der Sendereihe ist seit 1978 eine solitär stehende Drumlin-Buche, die stets im Wandel der Jahreszeiten abgebildet wird.

## Konzept
Die wöchentlich gesendeten Einzelfolgen bestehen aus meist drei bis fünf Einzelbeiträgen von 10- bis 20-minütiger Länge zu regionalen Themen. Durch viele Beiträge wurden besondere Menschen und Landschaften festgehalten und über den langen Zeitraum (seit 1960) dokumentiert. Der Blick auf Alltägliches und Ungewöhnliches liefert nicht nur den Stoff für eine breite Vielfalt von Themen, Menschen und Lebensgefühlen, sondern zeigt auch die territoriale Entwicklung im Wandel der Zeit.

## Themen

### Brauchtum

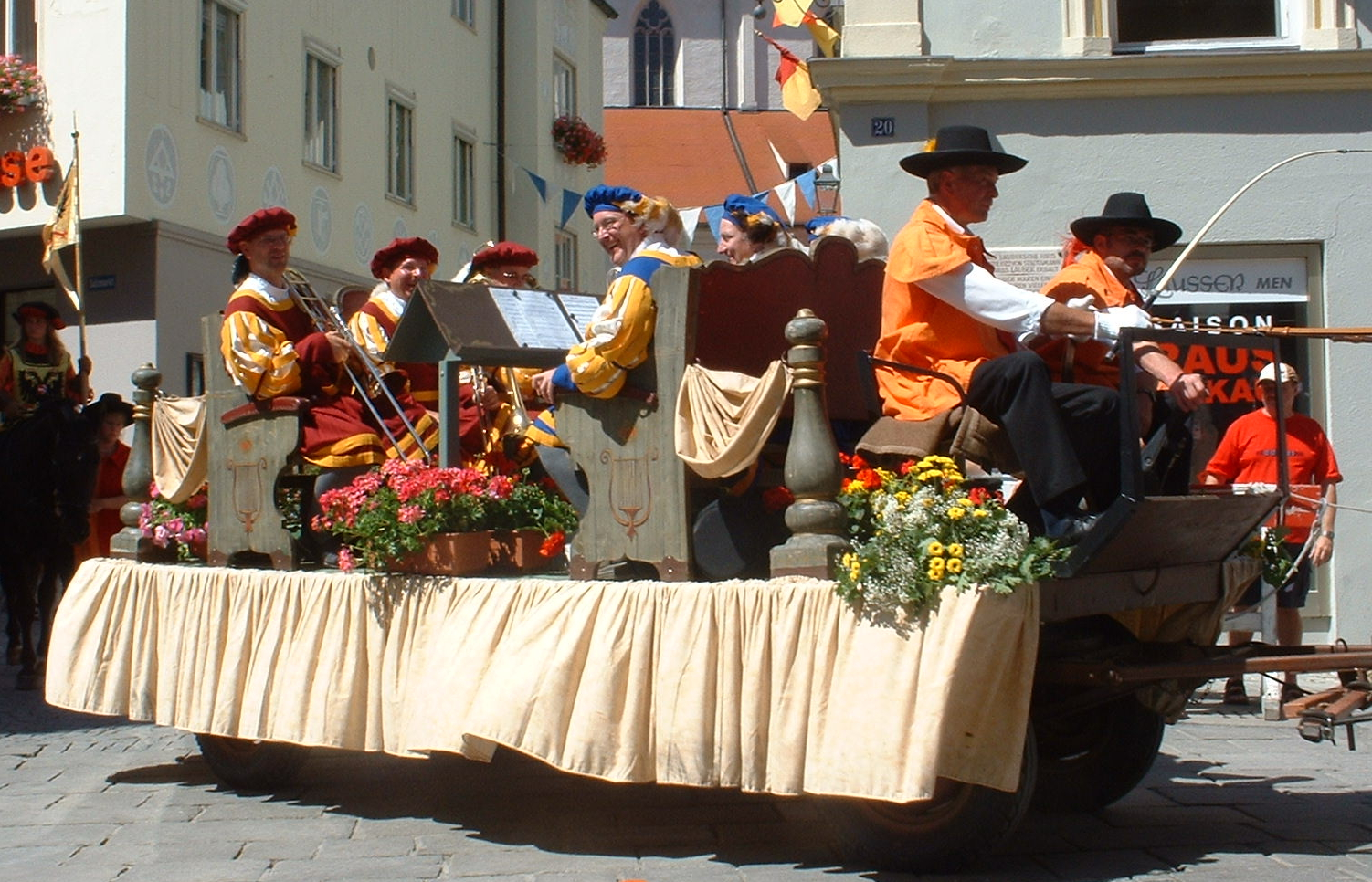
Tänzelfestwagen

Regionale kulturelle Höhepunkte wie das Tänzelfest in Kaufbeuren, die Kinderzeche in Dinkelsbühl, die Passionsspiele Oberammergau oder auch das Alphornblasen sind Beispiele für die zahlreichen Beiträge dieser Rubrik. Auch traditionelle Handwerke werden gezeigt und Menschen vorgestellt, die noch alte Techniken etwa der Kunstschmiedearbeit, des Maibaum-Schnitzens oder des Möbelmachens beherrschen.

### Rezepte

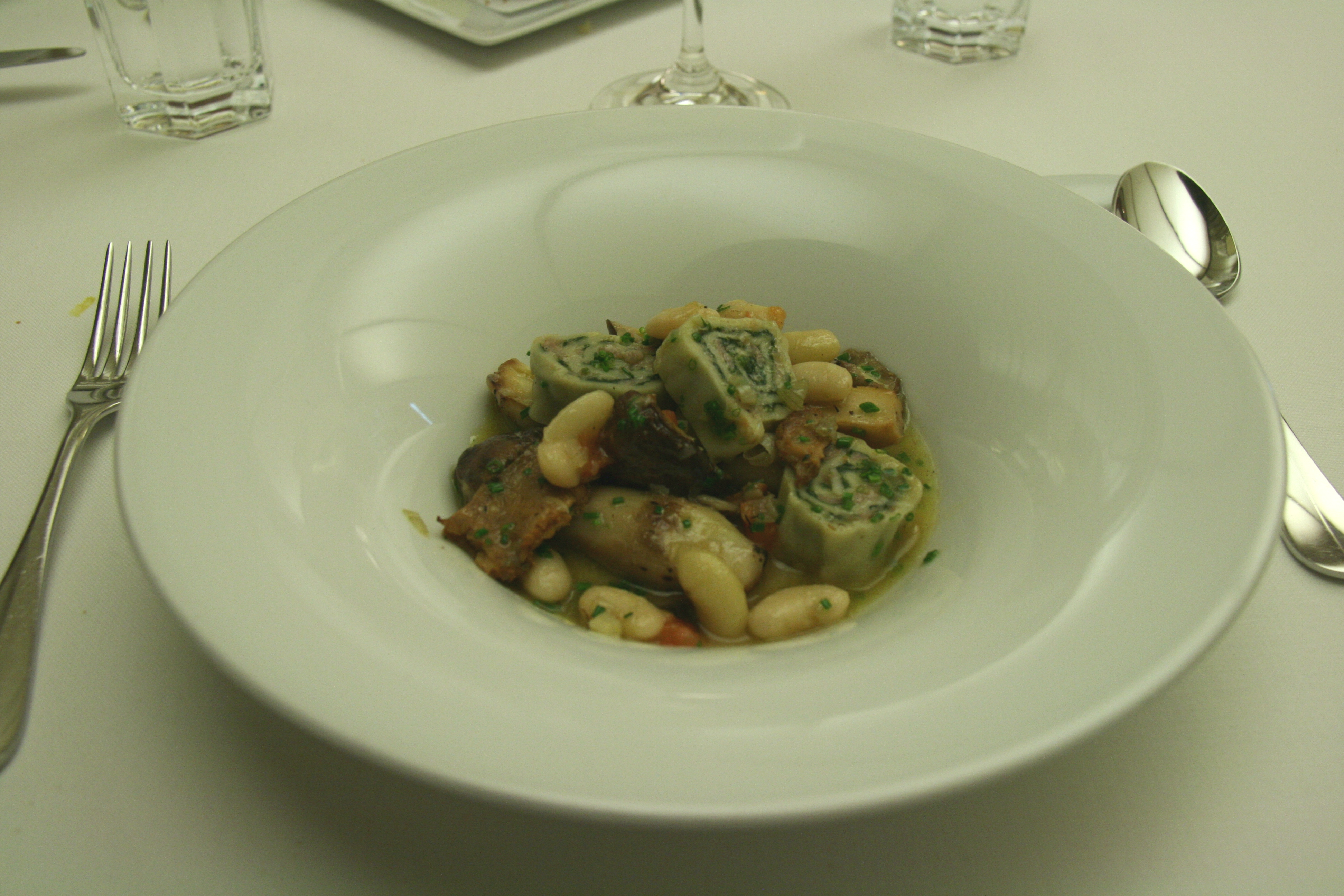
Kräutermaultaschen

Regelmäßig werden Rezepte von Gerichten vorgestellt, die typisch für bestimmte Regionen sind und oftmals in privaten Kochbüchern überliefert werden. Ihre Zubereitung wird meist von Paul Enghofer filmisch begleitet. Gerichte wie schwäbische Kräuter-Maultaschen, Wasserschnalzn mit Hosenknöpf oder Schwarzbrotknödel mit Röstgemüse sind darunter, aber auch Backwerk wie Harrische, Kleine Schneeballen oder Bänkstiezel. Bei der Zubereitung werden häufig auch die historischen Verfahren vorgestellt, wie zum Beispiel das Kochen mit der Kochkiste. Auch Kräuterzubereitungen wie Spitzwegerichsalbe, selbst hergestellte Propolistinktur oder Löwenzahngelee werden besprochen.

### Menschen
Wiederholt werden bemerkenswerte Persönlichkeiten aus den Regionen vorgestellt. So wurde etwa Emma Loibl (1926–2015) vorgestellt, die in der Nähe von Bayerbach lebte und viel erlebt hatte, über das sie berichten konnte. Die Redaktion war derart von ihrer Persönlichkeit beeindruckt, dass man sie 2008 ein Jahr lang filmisch begleitete und ihr zwölf eigene Beiträge widmete, die allerlei Wissenswertes rund um Haus und Garten beinhalteten. Paul Enghofer filmte sie bei ihren alltäglichen Arbeiten in Haus und Garten, zu denen nicht nur Kochen und Saubermachen gehörte, sondern auch Holzarbeit und Besenbinden. Bis ins hohe Alter bestritt Emma ihren Alltag ohne fremde Hilfe. Weitere Berichte gibt es z. B. von Züchtern bedrohter Haustierarten oder auch von Landwirten, die sich der Ökologie verschrieben haben und Wildblumen oder auch Superfood aus dem Streutal züchten. Auch über den Moderator der ersten Stunde Fritz Benscher, die jüdische Familie Gundelfinger oder auch den Tierfotografen Harri Fröhner oder Gabriele Münter existieren Beiträge.

### Natur

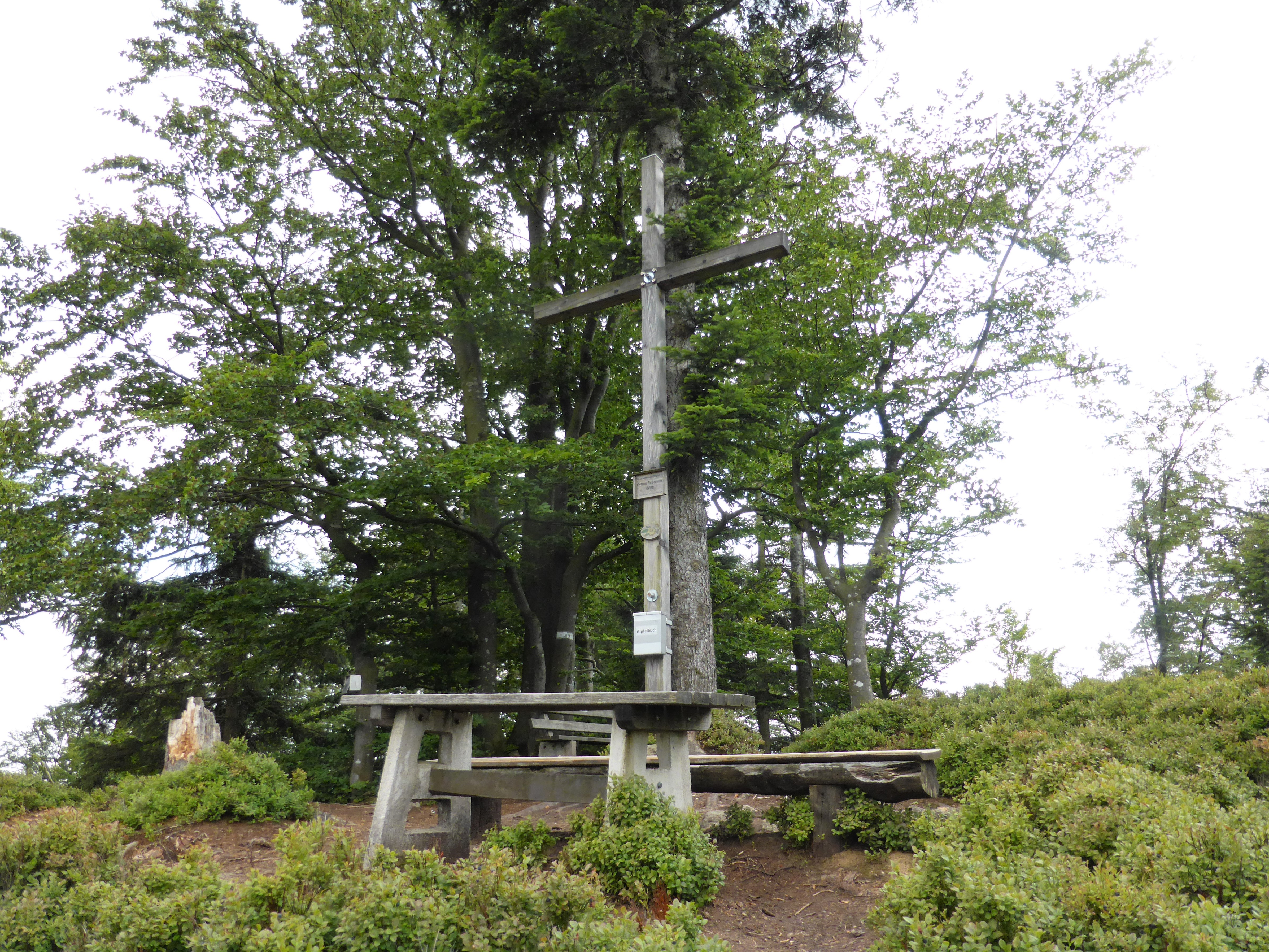
Gipfelkreuz auf dem Harlachberg

Ausflugsziele im Allgäu, der Klettersteig am Hegelberg, Wandertouren in Bodenmais oder auch die Vorstellung besonderer Orte in der Natur wie dem Märzenbecherwald bei Ettenstatt oder die Kirschbaumhöhle auf der Frankenalb sind Beispiele für das Spektrum der Beiträge in Zwischen Spessart und Karwendel. Aber auch Berichte über bedrohte Tier- und Pflanzenarten oder über fast vergessene Kulturen wie Topinambur in den Kleingärten, Wildkräuter wie Herzgespann und Gichtrose sowie die Erfahrungen der Gartenbesitzer mit Hecken, Sträuchern und Blüten, um eine vogelfreundliche Umgebung zu schaffen, sind Themen der Einzelbeiträge.

### Sonderbeiträge

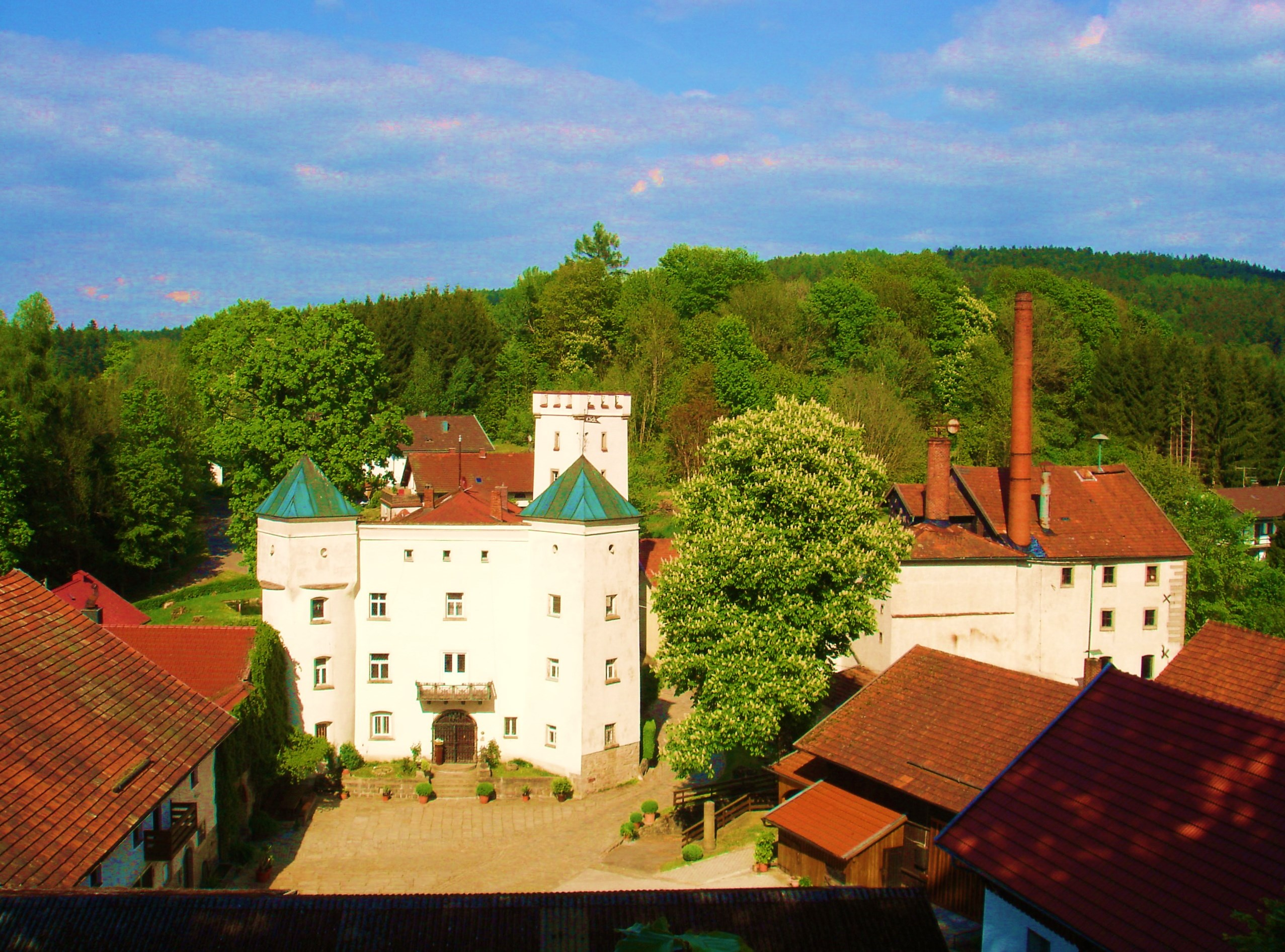
Schloss und Brauerei Sattelpeilnstein

Abendläuten in Sattelpeilnstein. Nach 60 Jahren wurde recherchiert, was aus den Menschen von damals geworden ist und wie sich das Dorf seit damals entwickelt hat.
Wohnungsbummel
In dieser Rubrik werden Menschen und ihr wohnliches Umfeld vorgestellt, die sich ihr Zuhause oder den Garten auf eine besonders individuelle, unverwechselbare oder originelle Weise eingerichtet haben. Darunter sind Schlossbesitzer oder auch Blockhausbewohner und oftmals Künstler mit recht phantasievollem Geschmack.
Historische Bauten

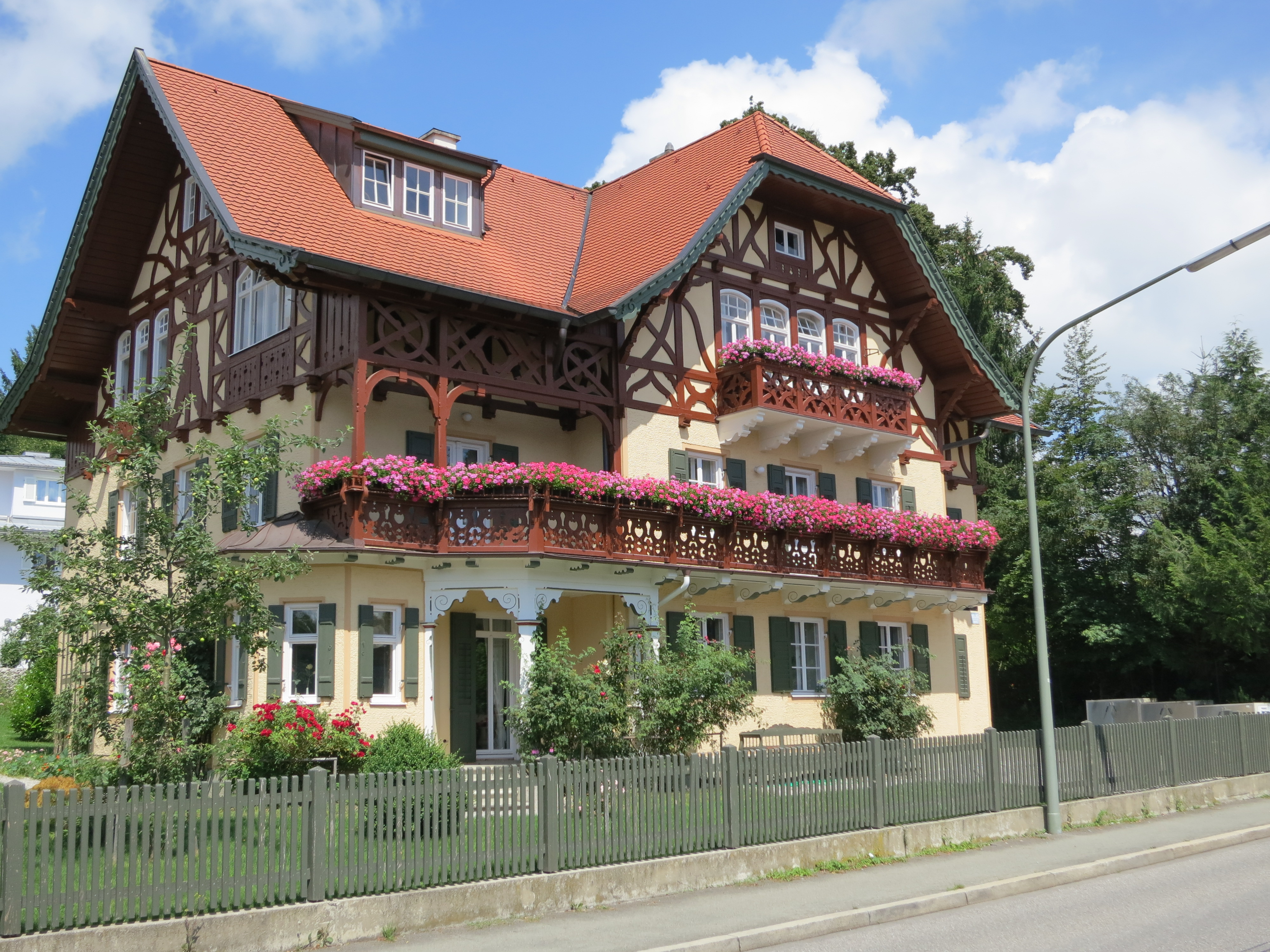
Knittel-Haus

Neben Schlössern, Klöstern und Kirchen befassen sich Sendungen mit Historischen Bauten am Ludwig-Donau-Main-Kanal oder mit der Baumeister-Familie Knittl, die vor über 100 Jahren unzählige Häuser rund um den Starnberger See in ihrem ganz eigenen Stil gebaut hat. In Poxdorf, nahe der tschechischen Grenze, wird der Neuaufbau eines historischen Vierseithofs in Eigeninitiative begleitet; eine Familie in Schwabach zeigt, wie ein Leben in alten Mauern möglich und lebenswert sein kann.